# Lugoj
Lugoj (Hongaars: Lugos, Duits: Lugosch Uitspraak: Loe-gozj) is een stad in het westen van Roemenië. Het is de op een na grootste stad van het district (județ) Timiș. De stad ligt aan weerszijden van de Timiș en telt 46.139 inwoners. Lugoj heeft evenals de andere steden in het Banaat tot Hongarije, het Ottomaanse Rijk, het vorstendom Transsylvanië en Oostenrijk-Hongarije behoord. Sinds 1920 ligt het in Roemenië. De stad is de zetel van een Grieks-katholieke bisschop.
Er is een mythe, dat in Lugoj er veel meer vrouwen zijn dan mannen, een verhouding van 7 vrouwen tot 1 man.
Dat komt doordat er tot 1989, in de communistische tijd, er vooral textielfabrieken waren, en daar werkten bijna alleen maar vrouwen. Veel fabriekswerkers gingen per fiets naar hun werk en daardoor werd Lugoj ook bekend om de vele fietsen in de stad.
Lugoj is de geboortestad van de Hongaarse componist György Kurtág en de Hongaars-Amerikaanse acteur Béla Lugosi, die bekend is van zijn rol als Dracula.

## Geschiedenis
In 1376 wordt Lugoj voor het eerst schriftelijk vermeld in een document waarin Keizer Sigismund (koning van Hongarije) de stad overdraagt aan de broers László en István Loszonczy. Aan het eind van de 13e eeuw staan de Ottomanen voor de poorten van de stad. De stad wordt niet veroverd totdat uiteindelijk in 1658 de Turken de stad alsnog innemen. In 1683 lukt het het Habsburgse leger de stad in te nemen maar de Turken veroveren deze terug. Pas bij de Vrede van Passarowitz in 1718 werd Lugoj overgedragen van de Ottomanen naar de Habsburgers. Vanaf dan begint de kolonisatie door de Duitsers. Er ontstaan zo twee kernen, Duits Lugoj op de linkeroever en Roemeens Lugoj op de rechter. In 1778 wordt Lugoj samen met de rest van het Banaat onderdeel van het kroonland Hongarije. Lugoj wordt de hoofdstad van het comitaat Krassó en vanaf 1876 het comitaat Krassó-Szörény (Caraș-Severin). In 1795 worden Duits- en Roemeens Lugoj verenigd en vormen vanaf dan één stad.
Vanaf 1850 ontwikkelt de stad zich snel en komen er ook veel Joden en Hongaren in de stad wonen. In 1910 vormen de Roemenen, Duitsers en Hongaren elk ongeveer een derde van de bevolking. In 1918 verklaren de Roemenen in de stad de unificatie met Roemenië en in 1920 wordt in het verdrag van Trianon bepaald dat Hongarije het gebied inderdaad moet afstaan. In 1948 verliest de stad haar positie als hoofdstad van een district en in 1968 wordt Lugoj onderdeel van het district Timiș. De stad wordt een industrieel centrum en in de jaren 60 en 70 komen er veel arbeiders van buiten Transsylvanië naar de stad om te werken in de industrie. Na de omwentelingen in 1989 sluiten veel fabrieken en neemt de positie van de stad in de regio aan belang af.

## Verkeer
De belangrijke weg de E70 'Drum Național 6' (Nationale weg) gaat door de stad, dat Boekarest met Timișoara verbindt.
Andere belangrijke wegen die naar Lugoj gaan zijn de 'Drum Național 58A en 68A'.

## Demografie

### Bevolkingssamenstelling
| Historische bevolkingscijfers van Lugoj |           |          |          |                          |
| Jaar                                    | Bevolking | Roemenen | Hongaren | Duitsers (Donauschwaben) |
| 1880                                    | 12.389    | 46.8%    | 11,6%    | 36,9%                    |
| 1890                                    | 13.548    | 46%      | 13,8%    | 38,3%                    |
| 1900                                    | 17.486    | 37,9%    | 22,7%    | 35,9%                    |
| 1910                                    | 20.962    | 34,9%    | 32,9%    | 29,5%                    |
| 1920                                    | 21.172    | 41,2%    | 20,1%    | 28,3%                    |
| 1930                                    | 24.694    | 43,3%    | 21,9%    | 24,9%                    |
| 1941                                    | 27.871    | 51.6%    | 17%      | 21,7%                    |
| 1956                                    | 31,364    | 63,4%    | 17,8%    | 13,6%                    |
| 1966                                    | 36.728    | 68%      | 16,3%    | 12,4%                    |
| 1977                                    | 44.537    | 72,6%    | 13,8%    | 10,7%                    |
| 1992                                    | 50.939    | 79,8%    | 10,7%    | 5,2%                     |
| 2002                                    | 44.636    | 83%      | 9,6%     | 3%                       |

| Jaar | Populatie |
| ---- | --------- |
| 1900 | 16.126    |
| 1977 | 44.537    |
| 1992 | 50.939    |
| 2000 | 44.571    |
| 2002 | 44.636    |
| 2004 | 46.189    |

### Bevolkingsgroepen
| Nationaliteit | Aantal | Percentage |
| ------------- | ------ | ---------- |
| Roemenen      | 36.968 | 82,9%      |
| Hongaren      | 4.262  | 9,6%       |
| Duitsers      | 1.279  | 2,9%       |
| Roma's        | 1.075  | 2,4%       |
| Oekraïners    | 705    | 1,6%       |
| Overige Nat.  | 282    | 0,6%       |
| Totaal        | 44.571 | 100%       |

## Beroemde inwoners
Geboren of gewoond in Lugoj zijn:
- Béla Szende (1823-1882), Hongaars minister
- Béla Lugosi (1882-1956), acteur
- György Kurtág (1926), componist

## Stedenbanden
- Orléans (Frankrijk)